# Pavlos Kountouriotis
Pavlos Kountouriotis (tiếng Hy Lạp: Παύλος Κουντουριώτης; 9 tháng 4 năm 1855 – 22 tháng 8 năm 1935) là đô đốc người Hy Lạp trong Chiến tranh Balkan, nhiếp chính và là Tổng thống đầu tiên của Đệ nhị Cộng hòa Hy Lạp. Tổng cộng ông 4 lần là nguyên thủ Hy Lạp, nhiều nhất trong lịch sử.